# Dasypogon aphidas
Dasypogon aphidas är en tvåvingeart som beskrevs av Walker 1848. Dasypogon aphidas ingår i släktet Dasypogon och familjen rovflugor. Inga underarter finns listade i Catalogue of Life.